# Nilda Garré
Nilda Garré (castellà: Nilda Celia Garré)  (Buenos Aires, 3 de novembre de 1945) va ser ministra de Defensa de l'Argentina entre el 28 de novembre de 2005 i el 2010. Primera dona a obtenir aquesta cartera, va ser nomenada pel president peronista d'esquerra Néstor Kirchner i després mantinguda en les seves funcions per Cristina Fernández. Va deixar el seu càrrec el 15 de desembre de 2010 per a convertir-se en ministra de Seguretat Pública.
Des de l'ala esquerra peronista, Garré va ser elegida diputada del Frente Justicialista de Liberación a Buenos Aires en les eleccions de 1973, funció que va conservar fins al cop d'estat de març de 1976. Es va casar amb Juan Manuel Abal Medina, que va ser secretari general del Partit Justicialista el 1971-72 i germà del montonero assassinat per la policia després de participar en el segrest de l'ex dictador Aramburu. Nilda Garré hauria militat en cercles pròxims als montoneros durant els anys de dictadura militar (1976-1983).
En la transició democràtica, va incorporar-se de nou al Partit Justicialista, al costat dels renovadors i en particular d'Antonio Cafiero. Però es va allunyar dels peronistes quan Carlos Menem estava en el poder, sent elegida diputada el 1994, a Buenos Aires, en les llistes del Frepaso. Reelegida el 1999, va renunciar a l'any següent, sota el govern del radical Fernando de la Rúa, per a convertir-se en secretària d'Estat en els assumptes polítics del Ministeri de l'Interior. Com a tal, es va ocupar d'una part de la recerca sobre l'atemptat de l'AMIA i després va renunciar el març de 1991 a causa de la seva oposició a la política econòmica perseguida pel ministre Ricardo López Murphy.
El desembre de 2001 va ser reelegida novament diputada (sempre a Buenos Aires), abans de ser nomenada ambaixadora a Veneçuela per Néstor Kirchner el juny de 2005 (i substituïda després per Alicia Castro), gest de suport del president enfront dels sectors no peronistes que el secundaven, i finalment va ser nomenada ministra de Defensa el desembre de 2005 i ministra de Seguretat el 2010.